# Acolobicus
Acolobicus is een geslacht van kevers uit de familie van de somberkevers (Zopheridae).

## Soorten
De lijst is mogelijk niet compleet.
- A. championi
- A. erichsoni
- A. obscurus